# Поведінкова терапія
Поведінкова психотерапія — різновид психологічної терапії, один із методів психологічної інтервенції, та  лікування психічних розладів, розроблений на основі принципів біхевіоризму.
Поведінкова психотерапія орієнтована виключно на поведінку, та діяльність людини, як природну реакцію на стимули навколишнього середовища (природні реакції вважаються умовою дії). Це важливо тут і зараз, але менш важливими є події з минулого (причини розладів, які лікуються).
Допомога в зміні небажаної поведінки відбувається без аналізу несвідомих причин, яких біхевіоризм не визнає. Терапевт у цьому виді психотерапії виконує активну, та директивну функцію - пояснює, пропонує, радить, підтримує, мотивує та призначає завдання. Клієнт проходить навчання і тренування - він, як очікується, буде готовий до активних змін.
Терапія заснована на тренувальних техніках, таких як тренінг для релаксації, що застосовується при систематичній десенсибілізації (десенсибілізації), що допомагає при лікуванні фобій, тренуванні  асертивності, та багатьох інших.
У процесі поведінкової терапії, незалежно від типу розладів, що лікуються, виділяють чотири фази:
- діагностична - проведення співбесіди, виявлення розладу, визначення способу формування розладу та рівня мотивації пацієнта до зміни
- спонукання до мотивації - спонукання пацієнта до позитивних очікувань на лікування, а також залучення  пацієнта до відповідальності за психотерапію
- застосування специфічної терапевтичної процедури
- закріплення змін, що виникають під час психотерапії - визначення завдань, які пацієнт виконує самостійно або за допомогою членів сім’ї для збереження бажаної поведінки.

Психотерапія такого роду завжди обмежується конкретними проблемами (наприклад, клаустрофобія) і зазвичай включає 10 зустрічей, що проводяться раз на тиждень.